# Spišský Štvrtok
Spišský Štvrtok (maďarsky Csütörtökhely, německy Donnersmarkt) je obec na Slovensku, v okrese Levoča v Prešovském kraji. Žije v něm přibližně 2 600 obyvatel. Obec leží a jihozápadním okraji Levočských vrchů a v severozápadní části Hornádské kotliny. V jejím blízkém sousedství je národní park Slovenský ráj.

## Historie
Okolí obce je osídleno už od pravěku. Archeologické nálezy potvrzují osídlení již v mladší době bronzové a v období halštatské kultury. Největší význam má významná archeologická lokalita Myšia hôrka (západně od obce). Asi před 3500 lety zde stávalo opevněné sídliště. V blízkosti obce pak byly objeveny archeologické nálezy dokládající slovanské osídlení v raném středověku. Na místě dnešní obce byla stará tržní osada, v níž se konaly trhy ve čtvrtek, z čehož pochází i její jméno.
Koncem 11. století byla obec pojmenována podle uherského krále svatého Ladislava: Villa sancti LADISLAO – Obec sv. Ladislava, což také svědčí o jejím významu. Svatý Ladislav se stal patronem obce a jeho obrněná postava se dostala i na pečeť, která pochází z 15. století.
Spišský Štvrtok býval již od 13. století městem a členem Společenství spišských Sasů. Od roku 1412 stál v čele měst, která nepřipadla jako záloha Polsku. Úpadek nastal po roce 1465, kdy se stal poddanským městem Zápolských.

## Pamětihodnosti

### Kostel svatého Ladislava
Kostel patří mezi nejstarší kostely Spiše. Jeho architektura je ukázkou postupného pronikání klasické gotiky do pozdního románského slohu. Kolem roku 1445 jej dal Jan Jiskra z Brandýsa opevnit. Farnost se v písemných dokladech vzpomíná už v roce 1244. Při požáru v roce 1869 shořely střechy věže, kostela, kaple i kláštera a zcela vyhořela nedaleká dřevěná škola.
Věž kostela byla v průběhu dějin vícekráte přestavována jak románském, tak i gotickém slohu. Podle fotografie z 18. stol. byla nižší a měla cibulovitých tvar. Po požáru dostala dočasně tvar jednoduchého nízkého čtyřbokého jehlanu, což dokazuje i fotografie z roku 1901. Při opravě v horní části byla zasazena románská sdružená okna. Po dokončení prací dostala dnešní tvar pseudogotického vysokého jehlanu se čtyřmi štíhlými věžičkami v rozích zdí věže. Po obvodu základny jehlanu byla vytvořena zakryta chodba se zábradlím a tím možností vyhlídky na všechny světové strany.
Křídlový gotický oltář svaté Kateřiny z roku 1490 byl v roce 1806 přemístěn do Turian nad Váhom[ujasnit].
Nynější barokní hlavní oltář je z roku 1704. Boční barokní oltáře (sv. Františka z Assisi a sv. Antonína Paduánského) z 18. století jsou poznamenány silným vlivem řezbářské dílny Olafa Engelholma z Levoče.

### Kaple Zápolských
Gotická patrová kaple byla vybudována v roce 1473. Je uváděno, že pro sebe i svou rodinu ji dal postavit Štěpán Zápolský, dědičný spišský župan, tehdejší uherský palatín. Podle nejnovějších názorů však jejími staviteli byli spíš Turzové. Stavba kaple souvisí s vídeňskou svatoštěpánskou hutí. Dolní i horní kaple je zaklenuta síťovou žebrovou klenbou. Hlavní oltář křídlového typu je pseudogotický z konce 19. století, uprostřed je gotický obraz Smrt Panny Marie, tempera na dřevě z období kolem roku 1450. Je to zbytek bývalého gotického hlavního oltáře kostela a připisuje se norimberskému malíři Tucherovského oltáře. Pozdněgotický reliéf Piety z poloviny 16. století pochází z okruhu dílny mistra Pavla z Levoče, v dolní kapli je Pieta, pozdněbarokní polychromovaná lidová dřevořezba z konce 18. století.

### Klášter
Budova bývalého minoritského kláštera je raně barokní, postavená po roce 1668, později byla upravovaná. Je to dvoupodlažní obdélníková budova, uprostřed s rajskou zahradou. Dnes zde sídlí sociální ústav

## Rodáci
- Mikuláš Dzurinda (* 1955), politik, bývalý předseda strany SDKÚ-DS. V minulosti působil jako předseda vlády Slovenska (1998–2006) a jako ministr zahraničních věcí Slovenské republiky (2010–2012).